# 城东街道 (临泉县)
城东街道是中华人民共和国安徽省阜阳市临泉县下辖的一个街道办事处。

## 行政区划
城东街道下辖以下村级行政区划单位：
光明社区、阜临社区、文王社区、新华社区、泉北社区、张寨村、辛庄村、新建社区和临化社区。